# Великая ложа Кипра
Великая ложа Кипра (греч. Μεγάλη Στοά της Κύπρου) (ВЛК) — суверенная, масонская, регулярная великая ложа Республики Кипр. Великая ложа Кипра была создана 15 февраля 2006 года.
Сейчас на Кипре есть две признанные юрисдикции, каждая из которых осуществляет руководство своими подчинёнными ложами. Великая ложа Кипра является суверенной великой ложей, и происходит от первых греческих масонских лож, которые сохранились и сейчас работают в ВЛК на четырех языках: греческом, английском, немецком и итальянском. Другая группа лож, объединённых в «Дистрикт Великая ложа Кипра», является территориальной единицей Объединенной великой ложи Англии. В подчинении этой внешней юрисдикции работают несколько лож на английском языке, необходимых в основном для британских граждан живущих и работающих на военных базах или в других местах Кипра. Две великие ложи теперь имеют дружеские отношения, разрешают интервизитацию в свои ложи и двойное членство.

## История

### Появление и развитие масонства на Кипре
История масонства на Кипре может быть прослежена в Османской империи более 200 лет назад. Исторические записи о существовании на острове масонских лож описывают район Ларнаки, где в то время были расположены консульства многих иностранных государств, а сама Ларнака тогда считалась столицей и главным портом острова. Это подтверждается наличием на кладбищах могил с масонскими символами в ограде Церкви Св. Лазаря, а также собственноручной рукописи Петракиса Каридиса (1751 г.), и циркулярного письма против масонов (1851 г.), написанного архиепископом Кипра, Киприаносом. Считается, что ложи проводили свои собрания, когда набиралось достаточное количество братьев, посещавших ложи в качестве должностных лиц или пассажиров судов в порту, чтобы увеличить численность масонов острова. Поскольку Кипр был тогда оккупирован Турцией, то так и не удалось создать постоянно действующие масонские ложи.
Этот период был отмечен несколькими претензиями на право контролировать территорию острова и торговлю на нём. Управление ослабшей Османской империей закончилось, когда Кипр был арендован Британской империей, и обозначен началом администрирования на острове в 1878 году.
Однако первые масонские ложи были организованы англичанами только через десять лет после начала администрирования острова.
В 1888 году, через десять лет после британской оккупации Кипра, Объединённая великая ложа Англии создала свою первую ложу на Кипре, после чего и Великая ложа Греции создала свою первую ложу на Кипре в 1895 году. Великобритания официально присоединила Кипр в 1925 году. 16 августа 1960 года Кипр обрёл независимость и признание со стороны ООН, с учётом двух независимо управляемых военных баз, которые остались под британским контролем.
Последняя оккупация кипрской территории была обусловлена вторжением Турции в 1974 году, что привело к дальнейшему разделу острова. Несмотря на трудности в доступе к этой части острова, масонская юрисдикция ВЛК распространяется как на Республику Кипр, так и на «турецкую зону оккупации», а некоторые масоны, которые являются членами Великой ложи Кипра, живут в оккупированной зоне. Сегодня северная часть острова, 37 % её территории, находится в оккупированной зоне, 2-3 % контролируется ООН или находится в аренде у двух военных баз Великобритании, и 59 % остаётся под властью Республики Кипр.
Хотя Республика Кипр была образована в 1960 году, масоны Кипра по многим причинам, в первую очередь из-за эмоциональной привязанности к существующей давней связи их лож с Великой ложей Греции, не сразу смогли перейти к формированию своей собственной великой ложи. После нескольких попыток кипрские масоны 4 декабря 2005 года в конце концов встретились на своей Генеральной ассамблее и приняли историческое решение о создании собственной юрисдикции — Великой ложи Кипра.

### Учреждение ВЛК
Учредителями ВЛК были следующие ложи (которые находились под юрисдикцией Великой ложи Греции):
- ΚΙΜΩΝ или «Кимон», в Ларнаке, основанная в 1918 году;
- ΣΟΛΩΝ или «Солон» в Никосии, основана в 1921 году;
- ΚΙΝΥΡΑΣ или «Кинирас» в Пафосе, основана в 1923 году;
- ΕΥΑΓΟΡΑΣ или «Эвагорас» в Фамагусте, основана в 1928 году, и была восстановлена в Лимасоле в 1974 году;
- ΑΔΟΝΙΣ или «Адонис» в Никосии, основана в 1961 году;
- ΚΟΙΝΟΝ ΚΥΠΡΙΩΝ или «Кинон кипрский», Никосия, основана в 1977 году.

Две другие ложи Великой ложи Греции, работавшие на Кипре, «Зенон» в Лимасоле и «Феникс» в Никосии, решили присоединиться к «Дистрикту Великая ложа Кипра», организованной в 1980 году в качестве территориальной единицы Объединённой великой ложи Англии.
Учреждение Великой ложи Кипра прошло 15 января 2006 года, и в этот же день ВЛК провела своё первое собрание и выборы.

### Инсталляция ВЛК
Великая ложа Кипра была на законных основаниях освящена и инсталлирована Великой ложей Греции, Великой ложей Австрии и Великой ложей Пенсильвании 8 октября 2006 года.

## Важные события с момента основания

### Устойчивый рост
Великая ложа Кипра переживает устойчивый рост с момента своего основания, и эта тенденция увеличивается с расширением признания другими международными масонскими организациями. С 2010 года стабилизировались отношения с Объединенной великой ложей Англии и с её «Дистриктом Великая ложа Кипра».
Великая ложа Кипра сейчас состоит из 13 лож. Ложи проводят свои работы помимо греческого языка ещё и на английском, немецком, итальянском и других языках. Реестр лож и языки, на которых работают ложи:
- «Кимон» № 1, Ларнака, ложа-основательница Великой ложи Кипра;
- «Солон» № 2, Никосия, ложа-основательница Великой ложи Кипра;
- «Кинирас» № 3, Пафос, ложа-основательница Великой ложи Кипра;
- «Эвагорас» № 4, Лимасол, ложа-основательница Великой ложи Кипра;
- «Адонис» № 5, Никосия, ложа-основательница Великой ложи Кипра;
- «Кинон кипрский» № 6, Никосия, ложа-основательница Великой ложи Кипра;
- «Гёте» № 7, в Ларнаке, немецкоязычная ложа;
- «Джузеппе Гарибальди» № 8, Никосия, италоязычная ложа;
- «Акрополис аматусия» № 9, Лимасол;
- «Хирам Аббиф» № 10, Никосия;
- «Салина» № 11, Ларнака, англоязычная ложа;
- «Строгое соблюдение» № 12 (старый № 73), Лимасол, англоязычная ложа;
- «Св. Андрей» № 13, Лимасол, англоязычная ложа;
- «Персей» № 14, Никосия, англоязычная ложа.

## Признание Великой ложи Кипра
Договор о взаимном признании и интервизитации с ОВЛА был ратифицирован 6 июня 2010 года. На конец 2013 года Великая ложа Кипра взаимно признаётся 140 регулярными великими ложами.

## Великая ложа Кипра сегодня
Под юрисдикцией Великой ложи Кипра находится 14 лож, а реестр включает около 500 членов.
Великая ложа Кипра имеет ложи, работающие на греческом, немецком, итальянском и английском языках, и имеет намерение создать в ближайшем будущем ложи, которые будут работать на армянском и турецких языках.
Ежегодная ассамблея Великой ложи Кипра проводится в феврале.

## Уставы и организации дополнительных степеней
Присутствующие на Кипре организации дополнительных степеней, которые работают в гармонии с Великой ложей Кипра, включают структуры Древнего и принятого шотландского устава, Королевскую арку, «Орден Красного Креста Константина», «Орден Св. Фомы» и «Объединенный великий приорат ордена Святого Лазаря Иерусалимского».